# Friedrich Loew (Mediziner)
Friedrich Loew (* 28. Juli 1920 in Remscheid; † 8. Februar 2018) war ein deutscher Neurochirurg.

## Leben
Friedrich Loew war das zweite von sechs Kindern des Theologen Wilhelm Loew und dessen Frau Elisabeth. Die Mutter war eine Tochter des liberalen Politikers Friedrich Naumann.
Nach dem Reichsarbeitsdienst begann Loew an der Karl-Franzens-Universität in Graz sein Medizinstudium. 1941 wurde Loew von der Wehrmacht eingezogen und war bis 1942 an der Ostfront. Er sammelte erste Erfahrungen als Sanitäter und als Assistent bei Operationen. Nach dem Staatsexamen im Herbst 1944 arbeitete Loew in einem Lazarett in Graz. Nach dem Ende des Zweiten Weltkrieges trat er im Juni 1946 eine Assistenzarztstelle in der Chirurgischen und Neurochirurgischen Abteilung des Knappschaftskrankenhauses Bochum-Langendreer bei Wilhelm Tönnis an. 1951 wurde Loew Oberarzt an der neu gegründeten neurochirurgischen Universitätsklinik in Köln. Seine Arbeit konzentrierte sich auf das Thema Hirnforschung. 1956 habilitierte Loew mit der Arbeit Über eine Methode zur Erkennung von Art und medikamentöser Beeinflussbarkeit posttraumatischer cerebraler Störungen. 1960 wechselte Loew an die neugeschaffene Abteilung für Neurochirurgie am Universitätsklinikum des Saarlandes in Homburg und wurde 1963 deren Direktor. Bis 1990 baute er die Klinik von anfangs drei auf schließlich über 100 Betten aus.
Von 1956 an war er Mitglied der Deutschen Gesellschaft für Neurochirurgie, unter anderem als Schriftführer und 1. Vorsitzender. Von 1965 bis 1971 leitete er die Abteilung für Berufsfragen. 1967 wurde er in den Wissenschaftlichen Beirat der Deutschen Gesellschaft für Anästhesie und Wiederbelebung e.V. berufen. Von 1968 bis 1971 gehörte er dem Vorstand der Deutschen Akademie der Fachärzte an. 1971 bis 1978 war er Vorsitzender des wissenschaftlichen Beirats der Bundesärztekammer. Er war Ehrenpräsident der World Federation of Neurosurgical Societies (WFNS). Loew war Chefredakteur der „Acta Neurochirurgica“ von 1958 bis 1997.
Für seine wissenschaftlichen Verdienste erhielt Loew 1975 die Ernst-von-Bergmann-Plakette und 1989 die Wilhelm-Tönnis-Medaille. Beim 95. Deutschen Ärztetag 1992 wurde Loew mit der Paracelsus-Medaille geehrt.
Loew war von 1944 bis zu ihrem Tod 1993 verheiratet mit Anneliese Heuser und hatte drei Kinder.